# Kanton Tourcoing-Nord-Est
Kanton Tourcoing-Nord-Est (francouzsky Canton de Tourcoing-Nord-Est) je francouzský kanton v departementu Nord v regionu Nord-Pas-de-Calais. Tvoří ho dvě obce.

## Obce kantonu
- Neuville-en-Ferrain
- Tourcoing (severovýchodní část)